# قداره

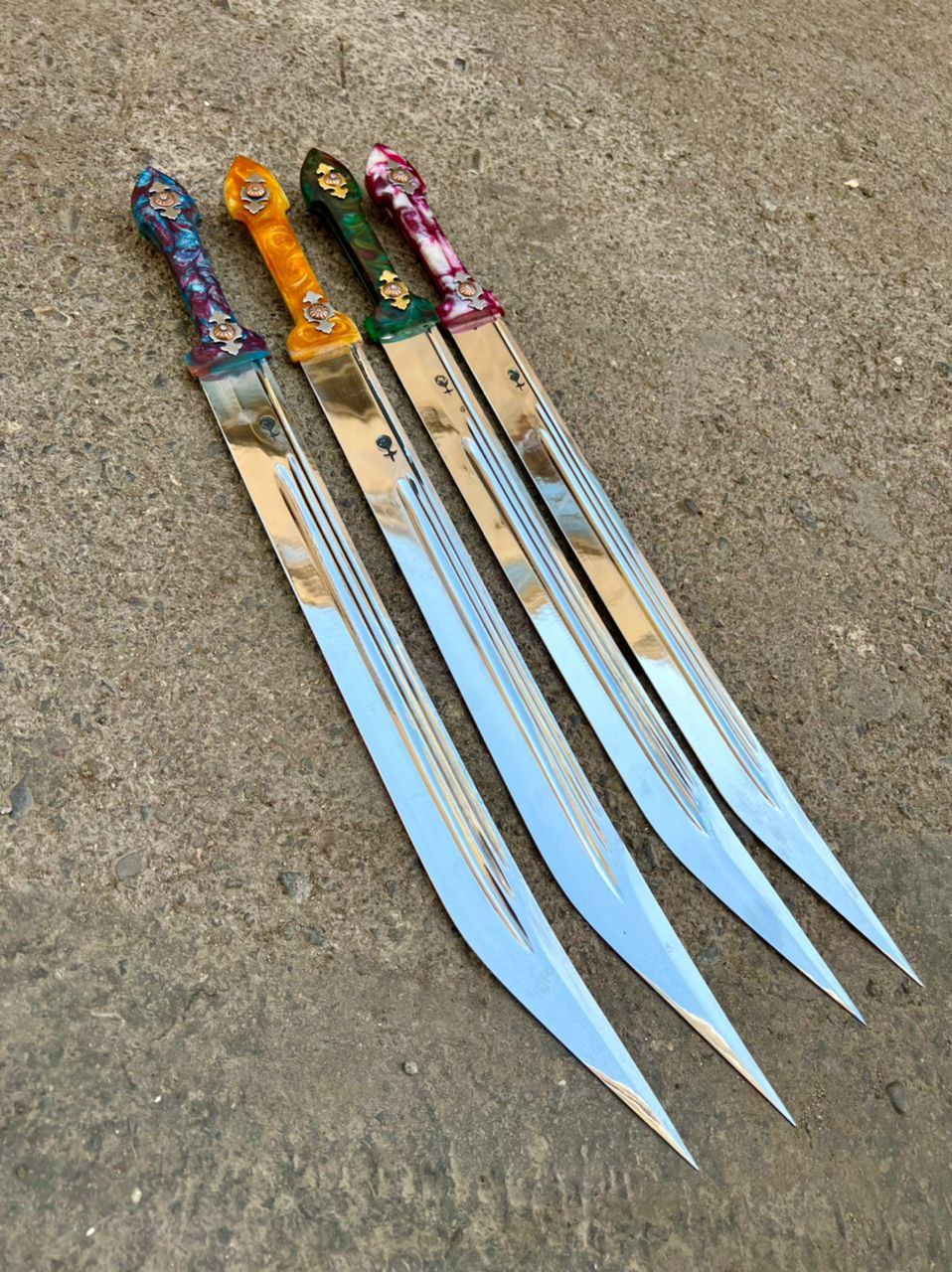
قداره

قداره یا قدّاره یک نوع شمشیر کوتاه است که از قرن ۱۵ میلادی در ایران و به‌خصوص در بین اقوام و طایفه‌های ترک بسیار رایج شد. این سلاح، کوتاه‌شدهٔ شمشیر ترکی قلیچ است. همانند شمشیر قلیچ، در قسمت نوک این سلاح دو لب بوده ولی قسمت میانی و قسمت نزدیک به دستهٔ این سلاح، تک‌لب است. این سلاح در طول‌های مختلف ۶۰، ۷۰ و ۸۰ سانتی‌متری ساخته می‌شد.

## تاریخچه
از دیرباز شمشیرهای کوتاه از اهمیت و محبوبیت بالایی برخوردار بودند و جنگجویان همواره در جنگ‌ها دو شمشیر همراه داشتند که شامل یک شمشیر بلند و یک شمشیر کوتاه می‌شد و از شمشیرهای کوتاه به عنوان سلاح دوم استفاده می‌کردند و همچنین در زمان صلح نیز، این شمشیرهای کوتاه از اهمیت بالایی برخوردار بودند و وسیلهٔ اصلی مسافران، تجار، بزرگان و حتی شهروندان برای دفاع شخصی در برابر دشمنان، راهزنان و حیوانات وحشی بودند.

قداره و قمه با دسته‌های کاملاً مشابه

به‌طور سنتی، شمشیر کوتاهی که ترک‌ها استفاده می‌کردند، شمشیر یاتاغان نام داشت که همواره توسط ترک‌ها به عنوان شمشیر دوم یا شمشیر روزمره و مسافرتی استفاده می‌شد. در قرن ۱۵ میلادی، مهاجرت گستردهٔ ترک‌ها از آناتولی به ایران رخ داد که این مهاجرت به درخواست شاه اسماعیل صفوی بود و این گروه‌های مهاجر نقش کلیدی در قیام و شروع سلطنت صفویان در ایران داشتند. شمشیر اصلی ترک‌های مهاجر به ایران، شمشیر قلیچ بوده و سلاح محبوب آنان بود. این ترک‌های مهاجر تصمیم گفتند تا شمشیرهای دوم و کوتاه خود که یاتاغان نام داشت را با نوع جدیدی از شمشیرها که کوتاه‌شدهٔ شمشیرهای قلیچ بود، جایگزین کنند و این شمشیرهای کوتاه جدید را قداره نامیدند. گروه‌های مهاجر از قفقاز یک شمشیر کوتاه دیگر نیز با خود آوردند که خنجلی می‌نامیدند و پس از مدتی با تغییرات بسیار اندکی در دستهٔ آنان، این سلاح را قمه نامیدند. برای سلاح قداره نیز دقیقاً دسته‌ای مشابه قمه استفاده کردند و از این رو، قمه و قداره تبدیل به سلاح‌های دوقلو اما غیر همسان شدند. سلاح قمه دو لبه بوده ولی سلاح قداره فقط در قسمت نوک آن دولبه بوده و سایر قسمت‌های تیغهٔ آن، تک‌لبه است ولی دسته‌های قمه و قداره یکسان است.
با شروع دورهٔ صفوی، شمشیرهای کوتاه قداره و قمه ابتدا در بین جنگجویان و ایل‌های ترک و سپس در بین تمامی گروه‌ها و اقشار رایج شده و تبدیل به شمشیرهای کوتاه رسمی کشور شدند. بیشتر جنگجویان و پادشاهان صفوی در کنار شمشیر اصلی، اقدام به حمل قمه یا قداره به عنوان سلاح دوم می‌کردند. قداره و قمه، همچنان تا پایان دورهٔ صفوی مورد کاربرد بوده و در دورهٔ افشاریان، زندیان و قاجاریان نیز مورد استفادهٔ تمامی اقشار مردم و نظامیان بود.

## فرهنگ

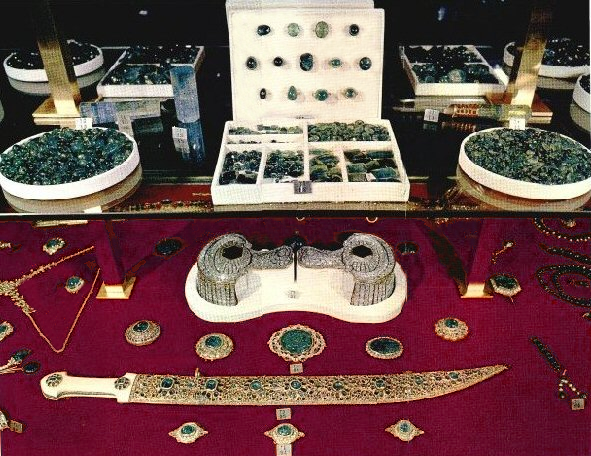
قداره نادرشاه افشار در موزهٔ جواهرات ملی ایران که به نام شمشیر نادرشاه شناخته می‌شود.

قداره خیلی زود به سلاحی تأثیرگذار حتی در بُعد فرهنگی نیز تبدیل شد. بسیاری از شاهان از قمه یا قداره به عنوان سلاح روزمرهٔ خود استفاده کرده و این سلاح را هر روزه به کمر می‌بستند و قمه و قدارهٔ خود را با انواع جواهرات تزئین و طلاکوب می‌کردند. امروزه قدارهٔ جواهرنشان نادرشاه افشار در موزهٔ جواهرات ملی ایران بوده و این قداره مزین به انواع جواهرات ارزشمند و قیمتی است. این قداره توسط محمدشاه قاجار نیز مورد استفاده قرار می‌گرفت.
سایر اقشار جامعه مانند نظامیان، فرماندهان، تجار، دولتمردان و به‌خصوص بزرگان ایل‌ها نیز قداره و قمه حمل کرده و این سلاح‌ها را طلاکوب می‌کردند. خطرات مختلفی مانند راهزنان و سارقان و حیوانات وحشی در سفرها تهدیدکنندهٔ جان مسافران بود و به همین دلیل، قداره و قمه تقریباً سلاح تمامی مسافران نیز بوده‌است.

قداره با حکاکی‌های طلا

قداره و قمه در بین ایل‌های ترک مانند ایل قشقایی از اهمیت بسیار بالاتری برخوردار بود. در بعضی طایفه‌های قشقایی، مردان روزانه قداره یا قمه را به کمر بسته و همواره با خود حمل می‌کردند و چنین رسم داشتند که در حدود ۹ سالگی به دختران خود قمه هدیه داده که این هدیه نشان‌دهندهٔ بلوغ دختر بوده و نمادی بود از این‌که، این دختران با این قمه بتوانند از عفت و فرزندان خود در آینده محافظت کنند و همچنین در ۱۵ سالگی به پسران قمه یا قداره هدیه می‌دادند که نشانگر بلوغ پسر بود. سران و بزرگان ایل قشقایی نیز از قمه‌ها و قداره‌های طلاکوب و گران‌بها استفاده می‌کردند.

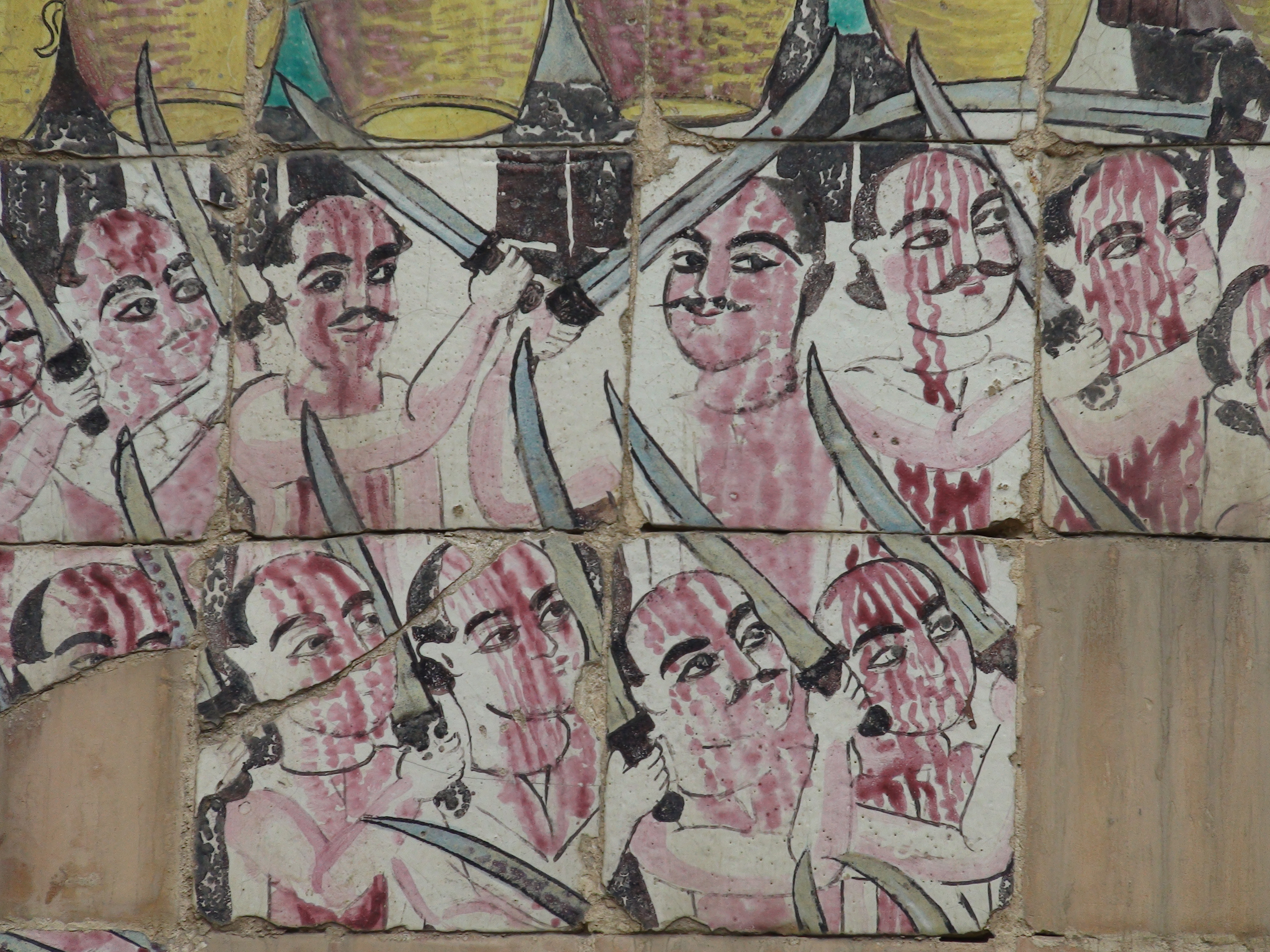
کاشی‌های مربوط به مراسم قمه‌زنی با سلاح‌های قمه و قداره در دست در تکیهٔ معاون‌الملک در کرمانشاه

پس از دوران صفوی و با رسمی شدن مذهب شیعه در ایران، مراسم و عزاداری‌های گسترده‌ای در ایران برقرار شد که از قمه و قداره برای این مراسمات استفاده شد و حتی نام برخی از این مراسمات از این سلاح‌ها گرفته شده و مراسم قمه‌زنی شکل گرفت که سلاح اصلی در این مراسم، قمه و قداره بوده‌است و برای چندین قرن نیز ادامه داشته‌است.
تا دوران قاجاریه، پهلوانان قمه و قداره به کمر خود بسته و این سلاح‌ها نمادی از پهلوانی بود ولی در دوران قاجار و با افول تدریجی ایران و گسترش سرقت و راهزنی، این سلاح‌ها به نمادی از درگیری، نزاع و زورگیری تبدیل شد که تا دوران پهلوی و جمهوری اسلامی نیز ادامه داشت و گاهی کسی را که با زور و خشونت به دنبال دستیابی به اهدافش بود، «قداره‌بند» می‌نامیدند. امروزه به هر نوع چاقوی بزرگ به اشتباه قمه یا قداره گفته شده و به هر نوع استفاده از چاقوهای بلند، در جامعه به اشتباه قمه‌کشی گفته می‌شود.

## ویژگی‌ها
این سلاح دارای ویژگی‌های منحصر به فردی بوده که باعث شد تا برای بیش از چهار قرن به عنوان یک سلاح کاربردی تولید و استفاده گردد و به عنوان یکی از مطمئن‌ترین و بهترین سلاح‌ها برای میدان‌های جنگ و شرایط بقا شناخته می‌شد و حتی امروزه نیز توسط آهنگران در بسیاری از نقاط ایران ساخته می‌گردد. اصلی‌ترین ویژگی‌های این سلاح عبارت‌اند از:

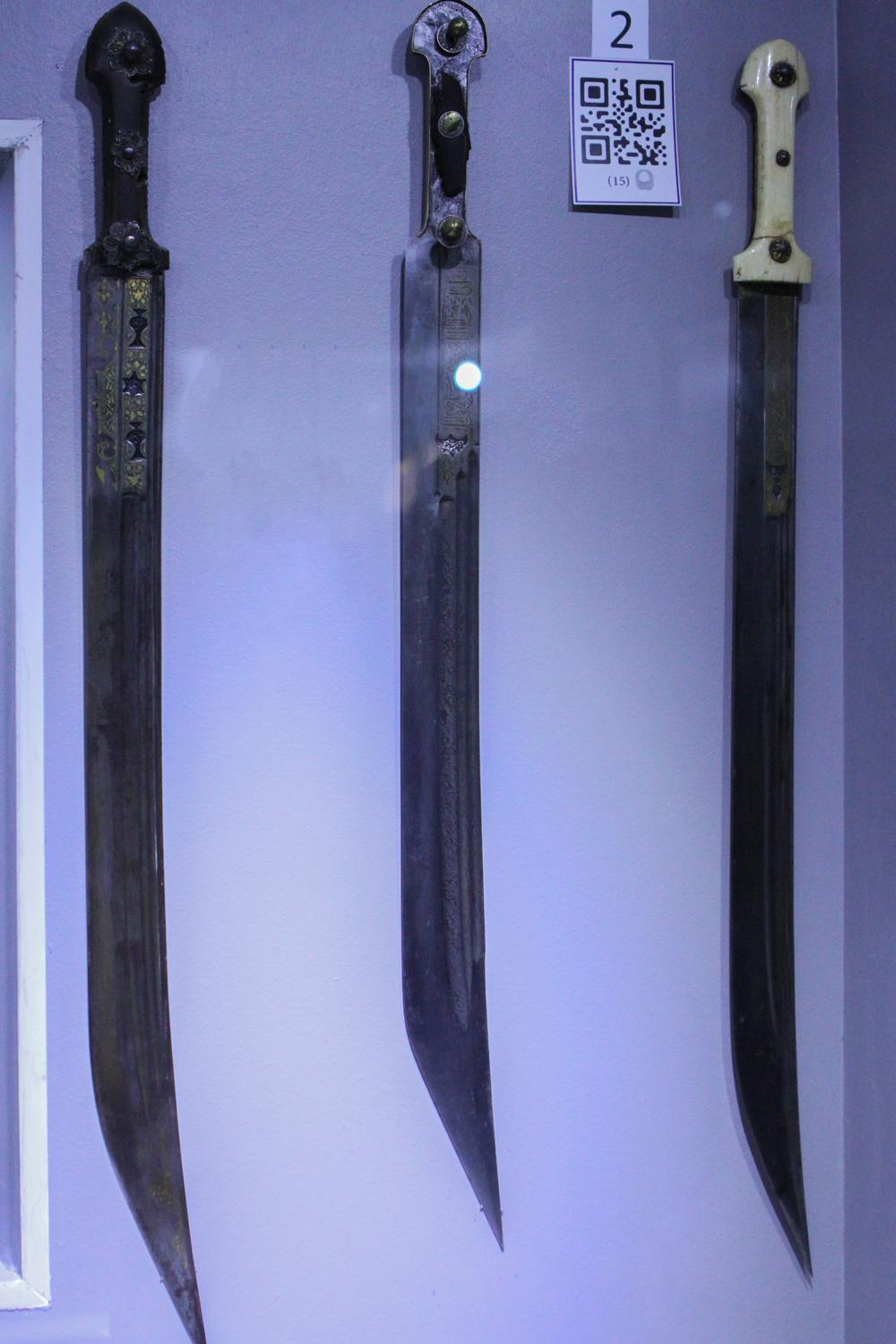
قداره‌های عتیقه در موزهٔ الکفیل

- قدرت بالای ضربات، قداره به دلیل ساختاری که دارد مانند تبر عمل کرده و ضربات محکمی را وارد می‌کند و این ضربات در جنگ‌ها باعث شکافته شدن زره و کلاه‌خود دشمنان و حتی قطع عضو آنان می‌شد و حتی این امکان وجود داشت تا مانند تبر برای قطع کردن چوب در مواقع ضروری مورد استفاده قرار گیرد.
- تیغهٔ دو لبه در نوک قداره، این سلاح در قسمت نوک دولبه بوده و نوکی تیز دارد که این ساختار باعث می‌شود تا به راحتی در زره دشمنان یا پوست ضخیم حیوانات وحشی نفوذ کند.
- تیغهٔ تک‌لبه در قسمت میانی و قسمت نزدیک دسته، اگر چه نوک قداره تیغهٔ دو لبه دارد اما قسمت میانی و نزدیک به دستهٔ این سلاح، تیغهٔ تک‌لبه داشته و قسمت پشتی آن فلز ضخیم بوده که به‌عنوان ضربه‌زن استفاده می‌شده‌است. در واقع برای قطع کردن چوب یا استخوان حیوانات در زمان شکار، قسمت میانی تیغه قداره را بر روی استخوان گذاشته و با چوب بر پشت قداره ضربه زده تا این استخوان شکافته شود.
- تیغهٔ پهن، سلاح قداره دارای تیغه‌ای پهن و عریض است و این پهن و عریض بودن تیغه باعث می‌گردد تا در صورت ورود به بدن هر جانداری و به‌خصوص حیوانات وحشی مانند خرس یا گراز، باعث آسیب جدی به آنان گردد. همچنین از این قسمت‌های پهن برای له کردن دانه‌ها یا میوه‌ها در زمان لزوم استفاده می‌شده‌است.
- دستهٔ بسیار خوش‌دست، سلاح قداره و قمه دارای دستهٔ دقیقاً مشابه هستند و این دسته به نحوی است که دست شخص به‌طور کامل در داخل دستهٔ سلاح قرار گرفته و دست به سمت جلو و عقب سر نمی‌خورد و تحت هر شرایطی قداره از دست خارج نمی‌شود. حتی اگر دست خیس بوده یا آغشته به خون و گل و لای نیز باشد یا دست شخص به دلیل سرما بی‌حس شده باشد باز هم این سلاح در ضربات پیاپی از دست خارج نشده و لیز نمی‌خورد.[۱۲][۱۳][۱۴]